# Amino
Amino（アミノ）は、Narvii, Inc.が開発したアメリカ合衆国のオンラインアプリケーション。2014年にベン・アンダーソンとイン・ワンによって作られた。

## 歴史
2012年にアンダーソンとワンが参加したマサチューセッツ州ボストンのアニメコンベンションがこのアプリケーションの発想の元となっている。